# 郡上大和駅
郡上大和駅（ぐじょうやまとえき）は、岐阜県郡上市大和町剣字小倉にある、長良川鉄道越美南線の駅である。駅番号は29。

## 歴史
- 1932年（昭和7年）7月9日：鉄道省越美南線郡上八幡駅 - 当駅間開通時に終着駅の美濃弥富駅（みのやとみえき）として開業[1]。旅客・貨物取扱開始[2]。なお弥富は、後の1955年（昭和30年）に旧郡上郡大和村（後に大和町を経て現・郡上市大和町）が成立するまで存在した弥富村に由来する。
- 1933年（昭和8年）7月5日：当駅 - 美濃白鳥駅間延伸[1]。
- 1961年（昭和36年）6月：美濃白鳥駅長管理下となる。
- 1974年（昭和49年）10月1日：貨物取扱廃止[1][2]。
- 1975年（昭和50年）4月：業務委託駅化。
- 1984年（昭和59年）2月1日：荷物扱い廃止[2]。
- 1985年（昭和60年）4月1日：無人駅化[3]。
- 1986年（昭和61年）12月11日：越美南線が長良川鉄道へ転換、同社の駅となる[1][2]。大和町の中心であることから郡上大和駅に改称[1][2]。同時に交換可能駅となる。

## 駅構造
相対式ホーム2面2線を有する地上駅。木造駅舎を備える。跨線橋は無く、両ホームは構内踏切で連絡している。
無人駅。駅舎には喫茶店「喫茶ナガラ」が併設されているが、切符発売等の駅業務は行っていない。ホームは交互に配置され、駅舎側ホーム中央からの構内踏切は、対向ホームの端に繋がる。

### のりば
| のりば | 路線      | 行先                               |
| ------ | --------- | ---------------------------------- |
| 駅舎側 | ■越美南線 | 郡上八幡・美濃市・関・美濃太田方面 |
| 反対側 | ■越美南線 | 北濃方面                           |

付記事項
- 案内上ののりば番号は割当てられていない。
- 場内・出発の各信号機は「行先」と記した方にしか設置されていないため、逆方向への出発は出来ない。

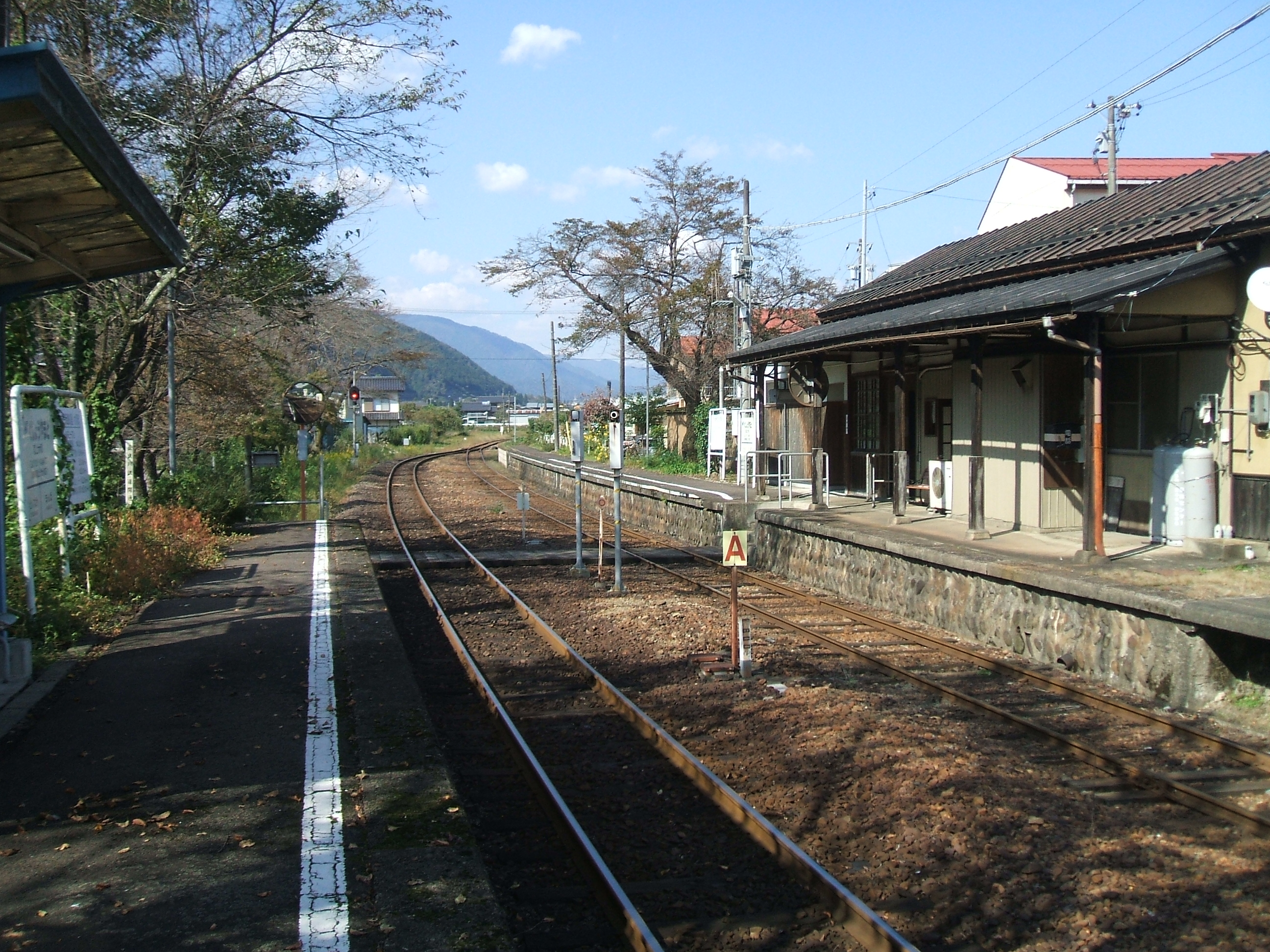
駅構内の様子（北濃方向）
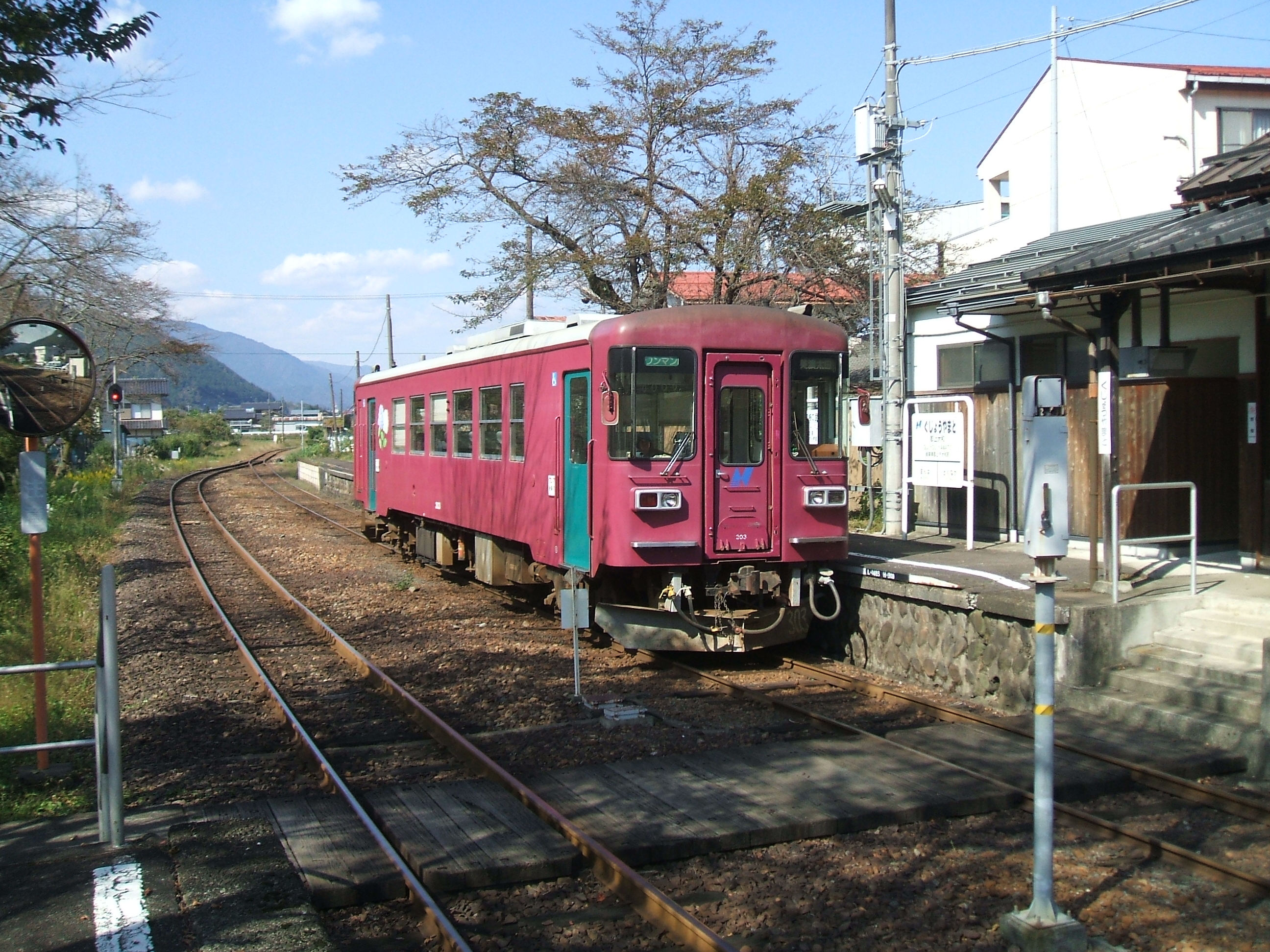
ホームに停車中の3形（303号車）

## 利用状況
| 年度               | 1日平均乗車人員 |
| ------------------ | --------------- |
| 2011年（平成23年） | 19              |
| 2012年（平成24年） | 23              |
| 2013年（平成25年） | 20              |
| 2014年（平成26年） | 14              |
| 2015年（平成27年） | 13              |

## 駅周辺
- めぐみの農業協同組合大和支店
- 弥富郵便局
- 八幡信用金庫大和支店
- 郡上市立大和中学校
- 郡上市立大和北小学校
- 国道156号
- 道の駅古今伝授の里やまと
- 長良川

## 隣の駅
長良川鉄道
■越美南線
徳永駅（28） - 郡上大和駅（29） - 万場駅（30）